# Flugplatz Ecuvillens

i7
i11
i13
Der Flugplatz Ecuvillens (ICAO-Code: LSGE) ist ein Regionalflughafen in der Schweiz. Er liegt im Ort Ecuvillens in der Gemeinde Hauterive FR.
Der Flugplatz verfügt über eine Start- und Landebahn mit Asphaltbelag. Diese trägt die Kennung 09/27, ist 800 Meter lang und 23 Meter breit.